# アルメナラの戦い
アルメナラの戦い（アルメナラのたたかい、スペイン語: Batalla de Almenar）は、スペイン継承戦争中の1710年7月27日、フェリペ5世とカール大公の軍勢の間の戦闘。フェリペ5世の軍が敗れ、カタルーニャから撤退してエブロ川の後ろでの再集結を余儀なくされた。

## 背景

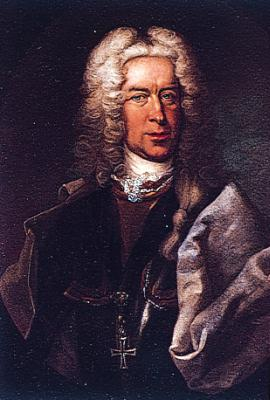
オーストリア出身の指揮官グイード・フォン・シュターレンベルク

1710年のスペイン戦役は5月15日にフェリペ5世と第2代ビリャダリアス侯爵フランシスコ・カスティージョ・ファハルド率いるスペイン・ブルボン家の軍勢がバラゲーを攻撃したことで始まった。神聖ローマ帝国のグイード・フォン・シュターレンベルク将軍はカタルーニャにおける連合軍を指揮していたが、彼はイギリスの派遣軍の士官の活躍によりスペイン軍のセグラ川の阻止に成功した。6月、フェリペ5世は増援を受け、歩兵2万と騎兵6千で再度バラゲーを攻めた。
7月、シュターレンベルクは援軍を受け、攻撃を仕掛けることを決めた。彼はノグエラ川を渡り、アルメナラの山上で布陣した。続いてスタンホープがレリダ（Lerida）の北のバラゲーでセグラ川を渡り、アルファラスの橋（Alfarras）へ進軍して7月27日に橋を渡った。

## 戦闘

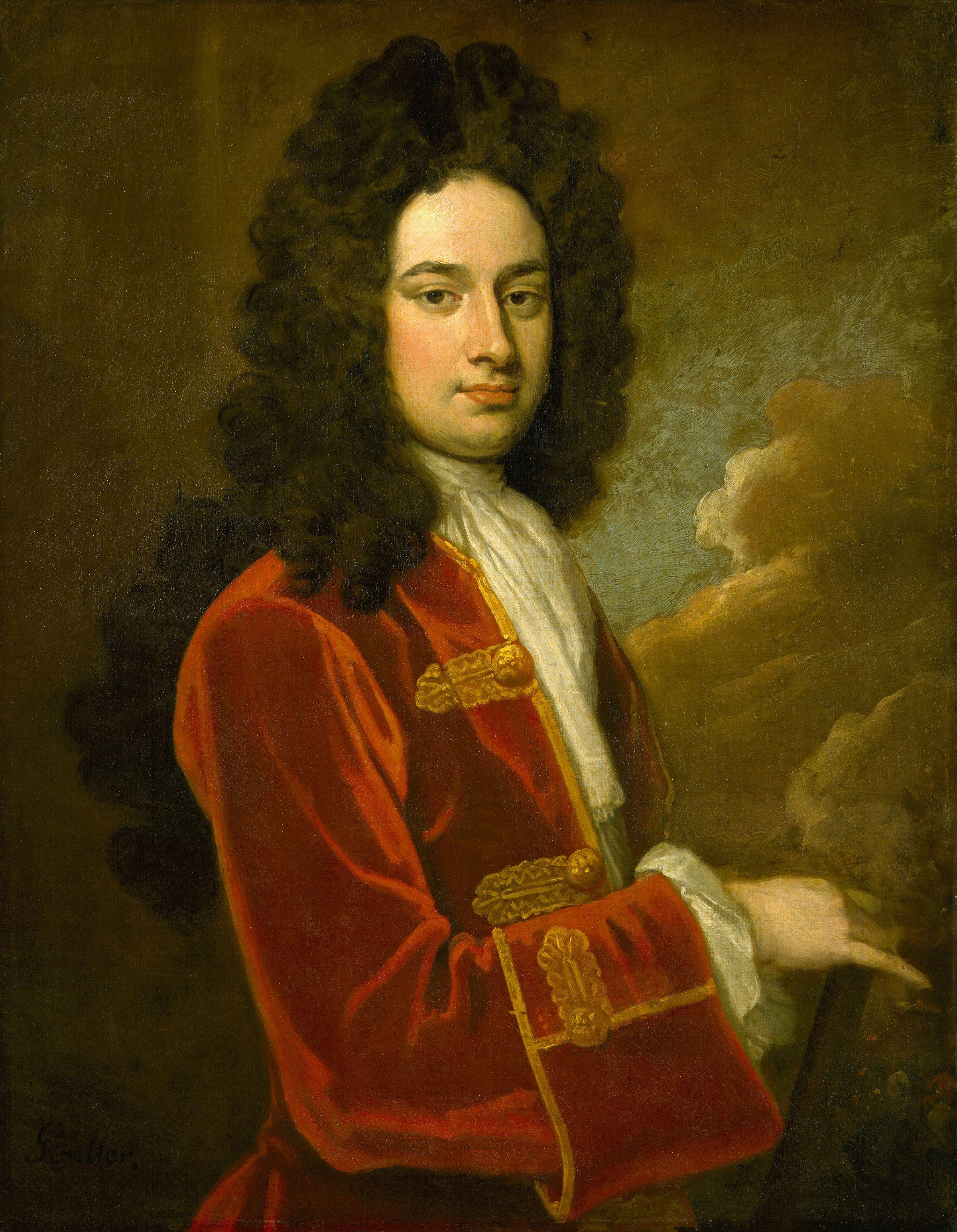
ジェームズ・スタンホープ、ゴドフリー・ネラー作。

ビリャダリアスが騎兵突撃を命じたことで戦闘が開始した。突撃は成功したが、敗走する兵士の追撃に急いだことで勢いが減じた。続いてイギリス歩兵がブルボン軍左翼を攻撃して戦列の2列目まで敗走させた。ここでオーストリア軍も攻撃を開始してブルボン軍右翼を撃滅、フェリペ5世は命からがら逃げ、間一髪のところで捕虜にならずに済んだ。

## その後
フェリペ5世はカタルーニャから撤退してアラゴン王国の首都サラゴサへの撤退を余儀なくされた。この敗戦でカスティーリャ出身のビリャダリアス侯爵は罷免され、フェリペ5世は代わりにフランス出身のベイ侯爵アレクサンドル・メートルを任命した。